# Walter Müller
Walther Müller (ur. 6 września 1905 w Hanowerze, zm. 4 grudnia 1979 w Walnut Creek (Kalifornia)) – niemiecki fizyk.
Walther Müller opracował wraz z innym niemieckim fizykiem, Hansem Geigerem, licznik Geigera, zwany też licznikiem Geigera-Müllera.